# Павловское сельское поселение (Владимирская область)
Па́вловское се́льское поселе́ние — муниципальное образование в Суздальском районе Владимирской области России.
Административный центр — село Павловское.

## География
Павловское сельское поселение расположено в южной части Суздальского района к северу от города Владимира, на востоке граничит с Камешковским районом.

## История
Павловский сельсовет образован в 1920-х годах в составе Борисовской волости Владимирского уезда, с 1929 года — в составе Суздальского района, в 1954 году в состав сельсовета включены населённые пункты упразднённого Выповского сельсовета, в 1956 году — упразднённого Спас-Городищенского сельсовета.
Павловское сельское поселение образовано 26 ноября 2004 года в соответствии с Законом Владимирской области № 190-ОЗ. В его состав вошли территории бывших Павловского, Порецкого, и Садового сельсоветов.

## Население
| 2010  | 2011  | 2012  | 2013  | 2014  | 2015  | 2016  | 2017  | 2018  |
| ----- | ----- | ----- | ----- | ----- | ----- | ----- | ----- | ----- |
| 7580  | ↗7887 | ↘7597 | ↗7605 | ↘7543 | ↘7496 | ↘7373 | ↘7287 | ↘7213 |
| 2019  | 2020  | 2021  |       |       |       |       |       |       |
| ↘7074 | ↗7325 | ↗7802 |       |       |       |       |       |       |

## Состав сельского поселения
В состав поселения входит 22 населённых пункта:
| №  | Населённый пункт       | Тип населённого пункта       | Население |
| -- | ---------------------- | ---------------------------- | --------- |
| 1  | Барское-Городище       | село                         | ↗286      |
| 2  | Борисовское            | село                         | ↘576      |
| 3  | Бродницы               | деревня                      | ↗115      |
| 4  | Брутово                | село                         | ↘294      |
| 5  | Васильково             | село                         | ↗34       |
| 6  | Воскресенская Слободка | село                         | ↘7        |
| 7  | Выпово                 | село                         | ↗68       |
| 8  | Заполицы               | село                         | ↗55       |
| 9  | Кисарово               | деревня                      | ↗11       |
| 10 | Мордыш                 | село                         | ↘496      |
| 11 | Овчухи                 | село                         | ↘135      |
| 12 | Павловское             | село, административный центр | ↗1453     |
| 13 | Переборово             | село                         | ↗145      |
| 14 | Порецкое               | село                         | ↘772      |
| 15 | Садовый                | посёлок                      | ↗2097     |
| 16 | Семёновское-Красное    | село                         | ↘269      |
| 17 | Сеславское             | село                         | ↗95       |
| 18 | Спасское-Городище      | село                         | ↘341      |
| 19 | Суходол                | село                         | ↗454      |
| 20 | Теренеево              | село                         | ↗31       |
| 21 | Улово                  | село                         | ↗47       |
| 22 | Якиманское             | село                         | ↗21       |

## Археология
- На северной окраине села Павловское близ слияния реки Уловки с небольшим притоком находятся курганный могильник XI—XII веков и три селища, датирующиеся второй половиной XI века — первой половиной XV века. Среди находок выделяется семилопастное височное кольцо[16].
- На селище Мордыш 1, входящем в состав Васильковского археологического комплекса, на правом берегу Нерли среди прочих археологических находок была найдена актовая печать сына Юрия Долгорукого Михалки Юрьевича[17].